# 괴테스쿨의 사고뭉치들 3
《괴테스쿨의 사고뭉치들 3》(Fack ju Gohte 3)은 독일에서 제작된 보라 닥테킨 감독의 2017년 코미디 영화이다. 엘리아스 므바렉 등이 주연으로 출연하였다. 2017년 10월 22일 뮌헨에서 초연되었으며 2017년 10월 26일 독일에서 정식 개봉되었다. 시리즈 중 3번째 판이다.

## 출연

### 주연
- 엘리아스 므바렉
- 카차 리만
- 옐라 하세

### 조연
- 산드라 휠러
- 맥스 본 더 그로벤
- 아람 아라미
- 루나 그레이너
- 트리스탄 괴벨
- 레아 반 아켄
- 임 허만
- 줄리아 디에체
- 카롤리네 헤어퍼스

## 기타
- 총괄프로듀서: 마틴 모스코비츠